# آرگوس (پرنده)
آرگوس (به انگلیسی: Argus) یا قرقاول آرگوس، یکی از اعضای زیرتبار آرگوس‌تباریان (Argusianina) در تبار طاووس‌تباران (Pavonini) از خانواده قرقاولان و شامل دو گونه از پرندگان نزدیک به طاووس هستند. صدها یا هزاران لکه سفید ریز روی الگوی پرهای خود دارد، و بنابراین نام‌گذاری آن ممکن است به «غول افسانه‌ای صدچشم» (آرگوس پانوپتس) اشاره داشته باشد.